# アウハーゲン
アウハーゲン (ドイツ語: Auhagen) は、ドイツ連邦共和国ニーダーザクセン州シャウムブルク郡ザムトゲマインデ・ザクセンハーゲンに属す町村（以下、本項では便宜上「町」と記述する）である。この町はアウハーゲン地区とデューディングハウゼン地区からなる。

## 歴史
このザクセンハーゲン・アウエ川沿いに位置する村落は、13世紀の入植時代にザクセンハーゲン城に付属して建設された。アウハーゲンはかつてのデュルヴァルトの中にあり、ザクセン＝ラウエンブルク公の領主権の下に建設された。現在に至るまで支配的な農業構造基盤は、後に西に隣接する手工業集落アウフ・デム・レーデンにまで達した。アウハーゲンはその後、シャウムブルク伯領となり、現在はザムトゲマインデ・ザクセンハーゲンに属す。
アウハーゲンは現在も中世に多く成立したハーゲンフーフェンジートルング（列村）の典型的なモデル村落である。「フォア・デン・トーレン」通り（門前通り）はアウエ川と平行に走っている。通りとアウエ川の間に古い農家の列が並び、背後に蹄鉄型の柵に囲まれた庭があり、アウエ川から水が引かれていた。通りの向かい側に農場の耕作地が位置する（参照: ハーゲンフーフェンジートルングの構造模式図）。農民には特権が与えられ、自由市民として扱われた。
1647年のシャウムブルク伯領分割以後のアウハーゲンの歴史はザクセンハーゲンと緊密に結びついている。1619年10月24日の火災によってザクセンハーゲンは壊滅したが、アウハーゲンは被害を受けなかった。三十年戦争でアウハーゲンはプロテスタントの礼拝堂を失い、ベルクキルヒェンの司祭区に統合された。1990年からは、アウハーゲンはザクセンハーゲンのプロテスタント教会組織に属す。
1750年頃からアウハーゲンでは村の家族祭であるプフィングストビーア（聖霊降臨祭のビール祭）が開催されている。
アウハーゲンとハーゲンブルクとの間の州道の交差点は現在も「ドライレンダーエック」と呼ばれている。これは、かつてヘッセンカッセル公に従うシャウムブルク伯領、シャウムブルク＝リッペ侯領（後の同侯国）およびハノーファー王国の三国の国境であったことを意味している。この交差点の南東でザクセンヘーガー・アウエ川とローデンベルガー・アウエ川が合流し、ヴェストアウエ川となる。
この小さな町の特色はデューディングホイザーベルクの南斜面に現在も遺る坑道に示されている。ここでは1960年代まで石炭が採掘されており、リューダースフェルト坑道まで資材用索道運搬されていた。デューディングハウゼンの旧坑道は現在では崩壊している。また旧変電所も火災によりひどく損傷した。この火災は放火によると警察は考えている。冷却塔は自然風化により完全に損壊した。
コウノトリが巣を掛け、森が延び、農業を主とする環境にある、こののどかな田舎町はレーデン地区に新たに新興住宅地が造成され、隣接するザクセンハーゲンと見かけ上一体化しつつある。
1894年からアウハーゲン男声合唱団が活動を始めた。
消防団は1932年に創設され、2007年には設立75周年を祝った。1935年から1949年まではアウハーゲン、デューディングハウゼン、ザクセンハーゲンで消防団連盟が組織されていた。1998年に青年消防団が設立されるまではザクセンハーゲンの青年消防団に参加していた。

## 行政

### 議会
アウハーゲンの町議会は、11議席からなる。

### 首長
この町の町長は、クルト・ブルーメ (SPD) である。

## 参考図書
- Matthias Blazek: Die Geschichte der Ortsfeuerwehr Auhagen 1932–2007. Auhagen 2007, ISBN 978-3-00-020844-7.
- Alexandra Blume: Gesang-Verein Concordia Auhagen. Festschrift zum 111-jährigen Bestehen. Auhagen 2005.
- Franz Carl Theodor Piderit: Geschichte der Grafschaft Schaumburg und der wichtigsten Orte in derselben. Rinteln 1831, p. 149.
- Heimatverein Sachsenhagen-Auhagen e.V.: Sachsenhagen und Umgebung auf alten Postkarten im Wandel der Zeit. Sachsenhagen 1995 (Auhagen auf pp. 50 - .).
- Kurs Spurensuche in der Geschichte Auhagens der Kreisvolkshochschule Auhagen: Auhagen – Unser Dorf, unsere Geschichte. Auhagen 1995.

これらの文献は、翻訳元であるドイツ語版の参考文献として挙げられていたものであり、日本語版作成に際し直接参照してはおりません。

## 引用
1. ↑  Landesamt für Statistik Niedersachsen, LSN-Online Regionaldatenbank, Tabelle A100001G: Fortschreibung des Bevölkerungsstandes, Stand 31. Dezember 2023
2. ↑  Schaumburger Landschaft e.V. (Hrsg): Begleitkatalog zum Tag des offenen Denkmals am 8. September 1996. Bückeburg 1996.
3. ↑  Carl Wilhelm Wippermann (Bearb.): Regesta Schaumburgensia – Die gedruckten Urkunden der Grafschaft Schaumburg, in wörtlichen Auszügen zusammengestellt. Kassel 1853, p. 274 (Urkunde 567 vom 12. Dezember 1647).
4. ↑  Wie alt ist das Auhäger Pfingstbier? In: General-Anzeiger. vom 7. Juni 1990.
5. ↑  Martin Fimpel: Drei Frauen stritten um das Erbe des Grafen Otto. Feierabend, In: General-Anzeiger. vom 8. November 1997.
6. ↑  Kurt Klaus: Die Schaumburger scherten sich wenig um die Teilung: Feierabend, In: General-Anzeiger. vom 13. Dezember 1997.
7. 1 2  Matthias Blazek: Auhagen – Dorf der Störche und Reiher, Eine geschichtliche Ausarbeitung. In: Schaumburger Wochenblatt. vom 13. Mai 1992, 27. Mai 1992, 13. Juni 1992.
8. ↑  14 sangesfreudige Auhäger gründeten 1894 den Gesangverein. Max & Moritz vom 18. Mai 1994.
9. ↑  Matthias Blazek: Auhagen – Düdinghausen – Sachsenhagen: Feuerlöschverband von 1935 bis 1949. In: Steinhuder Meerblick. vom 23. Februar 1994.
10. ↑  Matthias Blazek: Jugendfeuerwehr Sachsenhagen 1972–1992. Sachsenhagen 1992, S. 21.